# Ablakruta
Az ablakruta a ruta egyik, ablakos változata, melyet a (modern) heraldikában neveznek így. Lékelt [fr: percée, en: voided, percée] ruta, tehát a nyíláson keresztül láthatjuk a mező színét. A nyílás alakjától függően az ablakrutákat a francia és angol heraldikában különféleképpen nevezik meg. Van például fúrt ruta [en: rustre, mascle voided circular, mascle round-pierced], amikor a kör alakú nyíláson keresztül látszik a mező színe (hasonló alakú ruhára varrt láncszemekből álltak egyes ősi páncélok, ahol az eredetét is keresik).
A régi heraldikusok az ablakrutát a sodronypáncél láncszemeinek tartották. Ha az ablakruták érintkeznek egymással [en: conjoined] a pajzs ablakrutákkal díszített, illetve bevetett. Van ablakrutázott [en: masculy, 'o mascles voidies'] pajzs is, amikor az ablakrutás mintázat a pajzsszéleken eltűnik.
Noha az ablakruta a ruta egyik változata, póza, magának is vannak különféle lehetséges pózai.

## A. Alaptípusok

Ablakruták
Ablakos harántnégyzetek (és egyben ablakos harántnégyzetekkel beültetett pajzs)
Ablakrutázott pajzs
Ablakrutákkal díszített pajzs
Fúrt ruták

## B.Megkülönböztető jegyek

### 1. Szám

Három ablakruta

### 2. Hozzáadott jegyek

#### a. Külön jegyek
A különféle vonalakkal megrajzolt lehetséges rutákra lásd még az osztóvonal címszót.

Három (kívül) ormós ablakruta harántosan

#### b. Helyzet

Három ablakruta harántpólyásan

### 3. Kiegészítő jegyek

#### a. Járulékos jegyek

Golyósvégű ablakruták
Liliomvégű ablakruta (en: masculyn, masculyn fleur-de-lysé )

#### b. Díszítés és szerkezeti viszonyok

Hat ablakruta mint fő címerábra
Ablakos harántnégyzetek tornagallérral (-hajtókával). A fő címerábrák az ablakruták, a tornagallér csak címerjel

#### c. Borítás

Három ormós arany ablakruta harántosan